# Nasser Bouiche
Nasser Bouiche (Argel, Argelia, 8 de junio de 1960) es un exfutbolista de Argelia que jugaba en la posición de centrocampista.

## Carrera

### Club
Jugó toda su carrera con el MC Alger de 1977 a 1987, equipo con el que anotó 67 goles en 250 partidos, fue campeón nacional en dos ocasiones, ganó un título de copa y fue goleador del Campeonato Nacional de Argelia en 1979/80.

### Selección nacional
A nivel de selecciones menores jugó con la selección sub-20, con la que participó en el Campeonato Juvenil Africano de 1979 del que salió campeón y jugó en la Copa Mundial de Fútbol Sub-20 de 1979. Jugó para Argelia en 34 ocasiones de 1981 a 1986 y anotó cinco goles; participó en dos ediciones de la Copa Africana de Naciones, donde Argelia finalizó en tercer lugar en la edición de 1984.
También participó en los Juegos Mediterráneos de 1983.

## Logros

### Club
- Campeonato Nacional de Argelia (2): 1977/78, 1978/79
- Copa de Argelia (1): 1982/83

### Selección nacional
- Campeonato Juvenil Africano (1): 1979

### Individual
- Goleador del Campeonato Nacional de Argelia en 1979/80 (19 goles).